# Elecciones presidenciales de Chipre de 2023
Las elecciones presidenciales de Chipre de 2023 se llevaron a cabo el domingo  5 de febrero de 2023. Dado que ningún candidato obtuvo la mayoría absoluta de los votos, se realizó una segunda vuelta el 12 de febrero.
El presidente en ejercicio al momento de la elección Níkos Anastasiádis de Agrupación Democrática, quien ganó las elecciones presidenciales en 2013 y 2018, completó su segundo mandato en el cargo, por lo que no fue elegible para participar.

## Sistema electoral
El presidente de Chipre es elegido mediante el sistema de dos vueltas; si ningún candidato obtiene más del 50% de los votos en la primera vuelta, se realiza una segunda vuelta entre los dos primeros candidatos.

## Candidatos
|                  |                           | Andreas Mavroyiannis      | IndependienteApoyado por: Partido Progresista del Pueblo Obrero Generación del Cambio                                      |
|                  |                           | Averof Neofytou           | Agrupación Democrática |
|                  |                           | Christos Christou         | Frente Nacional Popular |
|                  |                           | Níkos Christodoulídis     | IndependienteApoyado por: Partido Democrático Movimiento por la Socialdemocracia Frente Democrático Movimiento Solidaridad |
| Otros candidatos |                           |                           | |
|                  | Achilleas Demetriades     | Achilleas Demetriades     | Independiente |
|                  | Alexios Savvides          | Alexios Savvides          | Independiente |
|                  | Andreas Efstratiou        | Andreas Efstratiou        | Independiente |
|                  | Andronicos Zervides       | Andronicos Zervides       | Independiente |
|                  | Celestina de Petro        | Celestina de Petro        | Independiente |
|                  | Charalampos Aristotelous  | Charalampos Aristotelous  | Independiente |
|                  | Constantinos Christofides | Constantinos Christofides | Nueva Ola |
|                  | George Colocassides       | George Colocassides       | Independiente |
|                  | Ioulia Khovrina Komninou  | Ioulia Khovrina Komninou  | Partido Republicano Unido de Chipre                                                                                        |
|                  | Loukas Stavrou            | Loukas Stavrou            | Reconstrucción Nacional Comunitaria                                                                                        |

## Resultados

### Primera vuelta
| Candidato                                         | Candidato                          | Partido                             | Votos   | %     |
| ------------------------------------------------- | ---------------------------------- | ----------------------------------- | ------- | ----- |
|                                                   | Níkos Christodoulídis              | Independiente                       | 127,309 | 32.04 |
|                                                   | Andreas Mavroyiannis               | Independiente                       | 117,551 | 29.59 |
|                                                   | Averof Neofytou                    | Agrupación Democrática              | 103,748 | 26.11 |
|                                                   | Christos Christou                  | Frente Nacional Popular             | 23,988  | 6.04  |
|                                                   | Achilleas Demetriades              | Independiente                       | 8,137   | 2.05  |
|                                                   | Constantinos Christofides          | Nueva Ola - El otro Chipre          | 6,326   | 1.59  |
|                                                   | Georgios Colocassides              | Independiente                       | 5,287   | 1.33  |
|                                                   | Alexios Savvides                   | Independiente                       | 2,395   | 0.60  |
|                                                   | Charalampos Aristotelous           | Independiente                       | 866     | 0.22  |
|                                                   | Celestina de Petro                 | Independiente                       | 575     | 0.14  |
|                                                   | Andronicos Zervides                | Independiente                       | 341     | 0.09  |
|                                                   | Ioulia Khovrina Komninou           | Partido Republicano de Chipre Unido | 330     | 0.08  |
|                                                   | Andreas Efstratiou                 | Independiente                       | 299     | 0.08  |
|                                                   | Loukas Stavrou                     | Reconstrucción Nacional Comunitaria | 165     | 0.04  |
| Votos válidos                                     | Votos válidos                      | —                                   | 397,317 | 98.27 |
| Votos inválidos                                   | Votos inválidos                    | —                                   | 5,333   | 1.32  |
| Votos en blanco                                   | Votos en blanco                    | —                                   | 1,671   | 0.41  |
| Total                                             | Total                              | —                                   | 404,321 | 100   |
| Votantes registrados/participación                | Votantes registrados/participación | —                                   | 561,273 | 72.04 |
| Fuente: results.elections.moi.gov.cy (1.ª vuelta) |                                    |                                     |         |       |

### Segunda vuelta
| Candidato                          | Candidato                          | Partido       | Votos   | %     |
| ---------------------------------- | ---------------------------------- | ------------- | ------- | ----- |
|                                    | Níkos Christodoulídis              | Independiente | 204.867 | 51,97 |
|                                    | Andreas Mavroyiannis               | Independiente | 189.335 | 48,03 |
| Votos válidos                      | Votos válidos                      | —             | 394.202 | 96,95 |
| Votos inválidos                    | Votos inválidos                    | —             | 8.428   | 2,07  |
| Votos en blanco                    | Votos en blanco                    | —             | 3.986   | 0,98  |
| Total                              | Total                              | —             | 406.616 | 100   |
| Votantes registrados/participación | Votantes registrados/participación | —             | 561.273 | 72,45 |
| Fuente:                            |                                    |               |         |       |